# Bur Pilar
Bur Pilar är ett berg i Indonesien.   Det ligger i provinsen Aceh, i den västra delen av landet, 1 600 km nordväst om huvudstaden Jakarta. Toppen på Bur Pilar är 1 953 meter över havet, eller 246 meter över den omgivande terrängen. Bredden vid basen är 4,6 km.
Terrängen runt Bur Pilar är huvudsakligen kuperad.Runt Bur Pilar är det mycket glesbefolkat, med 5 invånare per kvadratkilometer. I omgivningarna runt Bur Pilar växer i huvudsak städsegrön lövskog.